# Sakichi Toyoda

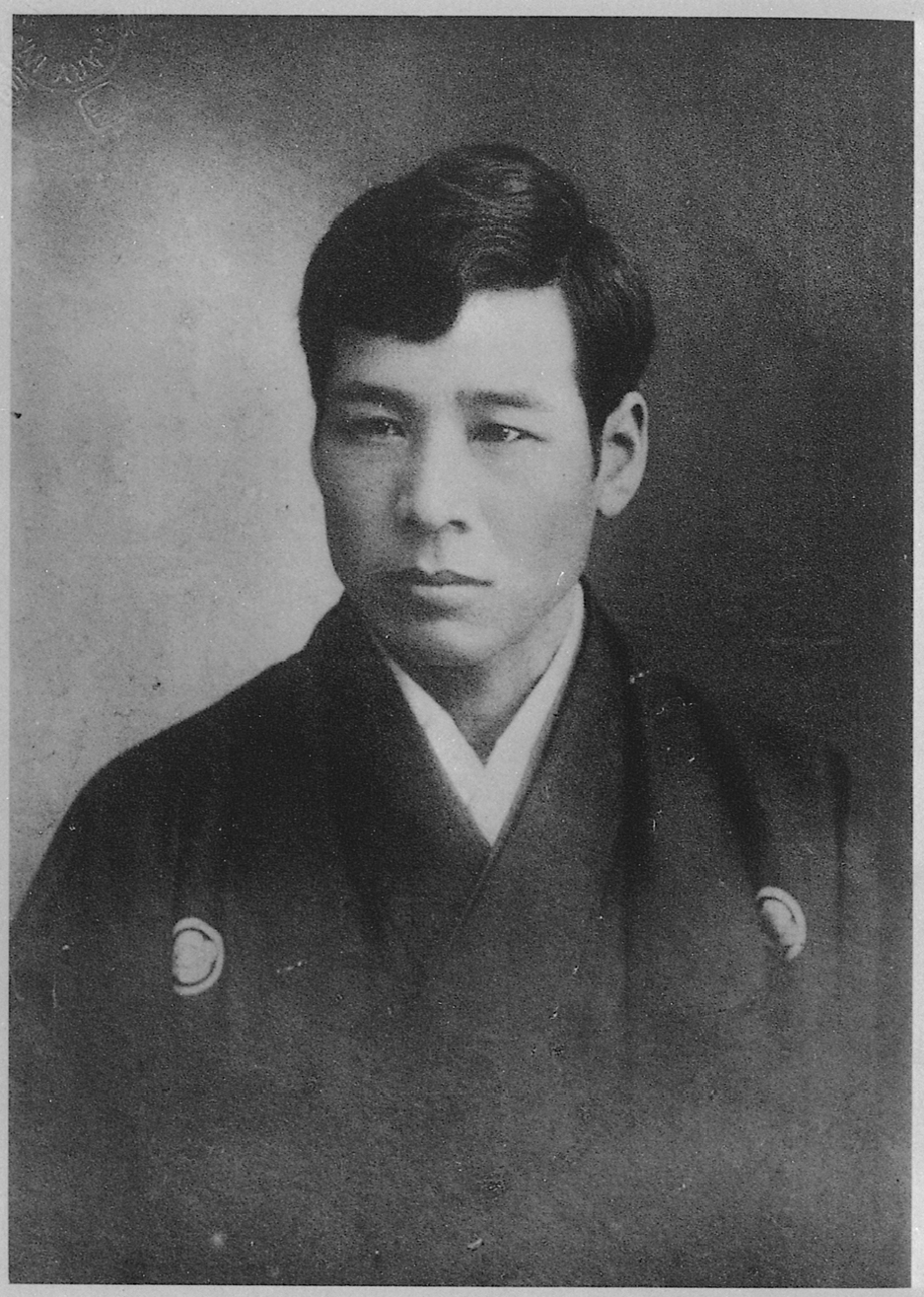
Sakichi Toyoda

Sakichi Toyoda (Japans: 豊田 佐吉, Toyoda Sakichi) (Kosai, 14 februari 1867 – 30 oktober 1930) was een Japanse uitvinder en ondernemer. Hij was de oprichter van de Toyoda weefgetouwen- en naaimachinesfabriek, wat later het automerk Toyota werd, en wordt wel gezien als de vader van de Japanse industriële revolutie.
Sakichi Toyoda werd geboren in Kosai Shizuoka. Later verhuisde hij naar Koromo (het huidige Toyota-shi 豊田市 vernoemd naar Toyota Motor Corporation). Sakichi Toyoda wordt beschouwd als een van de grootste uitvinders in de Japanse geschiedenis, voornamelijk door zijn uitvinding van een automatisch weefgetouw dat werkte op het principe van jidoka 自動化. Dit betekent dat het weefgetouw automatisch stopte wanneer er zich een fout voordeed. Het concept van jidoka werd een vast deel in het productiesysteem van Toyota. Door deze uitvinding kon de productie van katoen en zijde opgedreven worden. In 1926 richtte hij Toyoda Automatic Loom works op waar deze weefgetouwen vervaardigd werden. Vanwege het grote succes verhuisde een deel van de productie een jaar later naar het nabijgelegen Kariya (刈谷市, Kariya-shi). Toen de binnen- en buitenlandse vraag naar katoen begon af te nemen en de economie in een recessie dreigde te vallen, ging zijn zoon, Kiichiro Toyoda (豊田喜一郎) op zoek naar een alternatief voor het textielbedrijf. Hij besliste autofabrikant te worden.
Volgens Toyoda diende men, om bij de oorzaak van een probleem te komen, vijf keer de vraag Waarom? te stellen. Bij de vijfde keer is men zo diep doorgedrongen dat de oorzaak bekend is en kan er een oplossing bedacht worden.
- International Standard Name Identifier: 0000 0000 5562 5287
- Library of Congress Control Number: n85382727
- Bibliotheek van het Japanse parlement: 00626444
- Nationale Bibliotheek van Tsjechië: xx0058681
- Nationale Bibliotheek van Israël: 987012466762005171
- Virtual International Authority File: 67931629
- WorldCat: E39PBJqFP4tYvQWbT6BmJcQyVC